# Royal Gibraltar Post Office
Royal Gibraltar Post Office è l'azienda che si occupa dei servizi postali a Gibilterra (Regno Unito).

## Storia
Il Royal Gibraltar Post Office è stato fondato nel 1886 a Gibilterra con il nome di Gibraltar Post Office, nel 2005 ha preso il nome attuale.

Il Royal Gibraltar Post Office è membro dello Small European Postal Administrations Cooperation dal 1998.

## Uffici[1]
- Main Office - Main Street

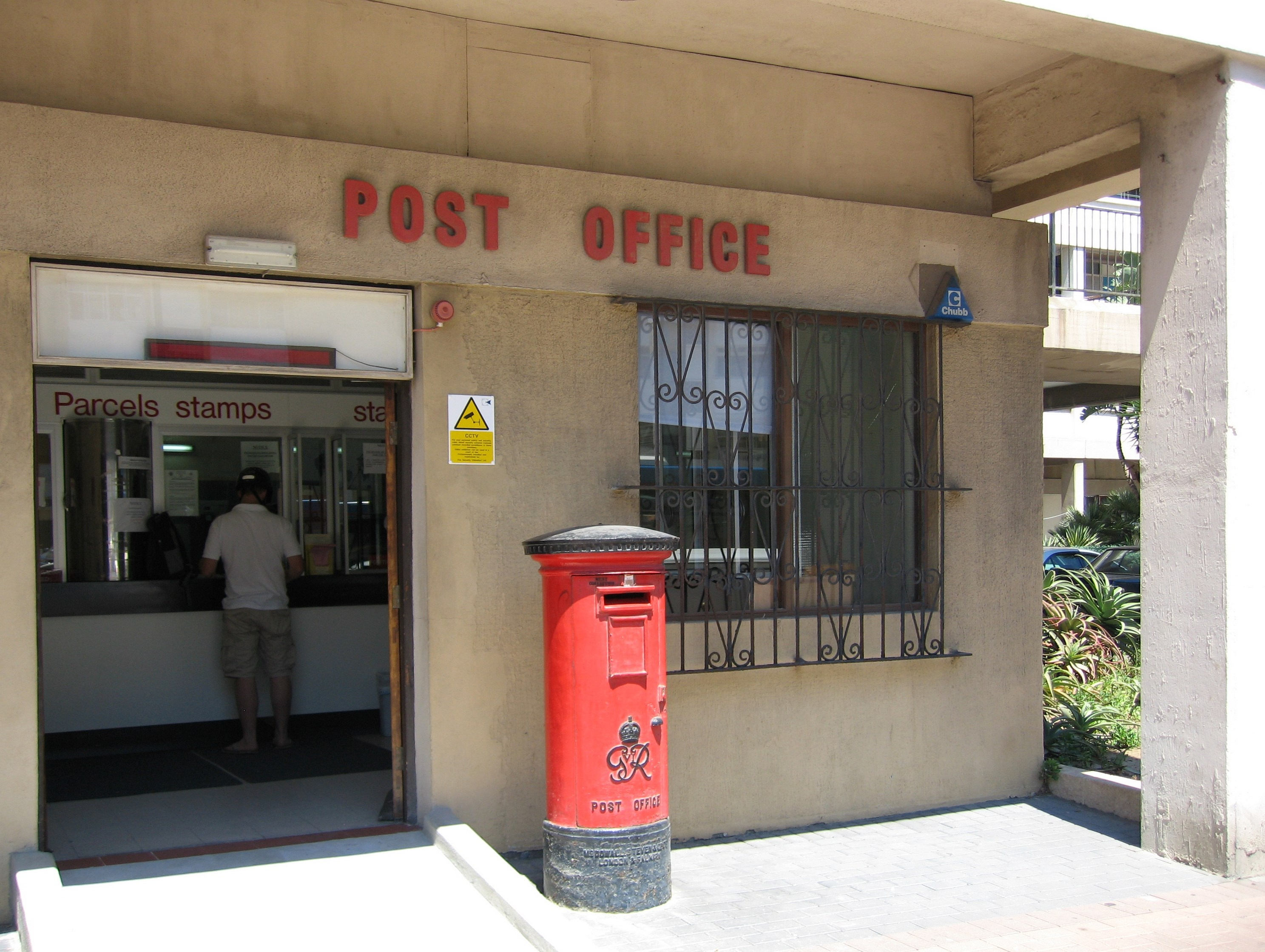
Ufficio postale di Glacis Road nel North District di Gibilterra.

- North District Office - Glacis Road
- South District Office - Scud Hill
- Parcel Post Office - North Mole Road
- Sorting Office - North Mole Road